# أولف أريكسون
أولف أريكسون (بالسويدية: Ulf Eriksson)‏ (26 مايو 1942 السويد - ) هو لاعب كرة قدم سويدي.

## روابط خارجية
- أولف أريكسون على موقع Soccerway.com (الإنجليزية)
- أولف أريكسون على موقع أوليمبيديا (الإنجليزية)